# 外耳炎
外耳炎（がいじえん、英語: external otitis, otitis externa, swimmer's ear）とは、何らかの原因で外耳部分に発生した炎症の総称である。

## 解説
外耳は耳介と外耳道でできていて、様々な原因で炎症を起こす場合がある。例えば、水泳の後に外耳道に水が長時間留まった結果、外耳道内の湿度が細菌の繁殖のために好都合になり得ることが外耳炎の原因となることもある。他にも、耳かきなどで外耳道を傷つけてしまったことが原因となって、そこに細菌が繁殖した場合などが外耳炎の原因として挙げられる。
なお、外耳炎を起こしていると、耳介を引っ張った時に外耳炎に伴う痛みが強くなることが知られている。ちなみに、外耳とは鼓膜を隔てただけの場所で起こった炎症である中耳炎を起こしている時は、仮に耳介を引っ張ったところで中耳炎に伴う痛みが強くなるようなことはない。